# 姆龍戈沃

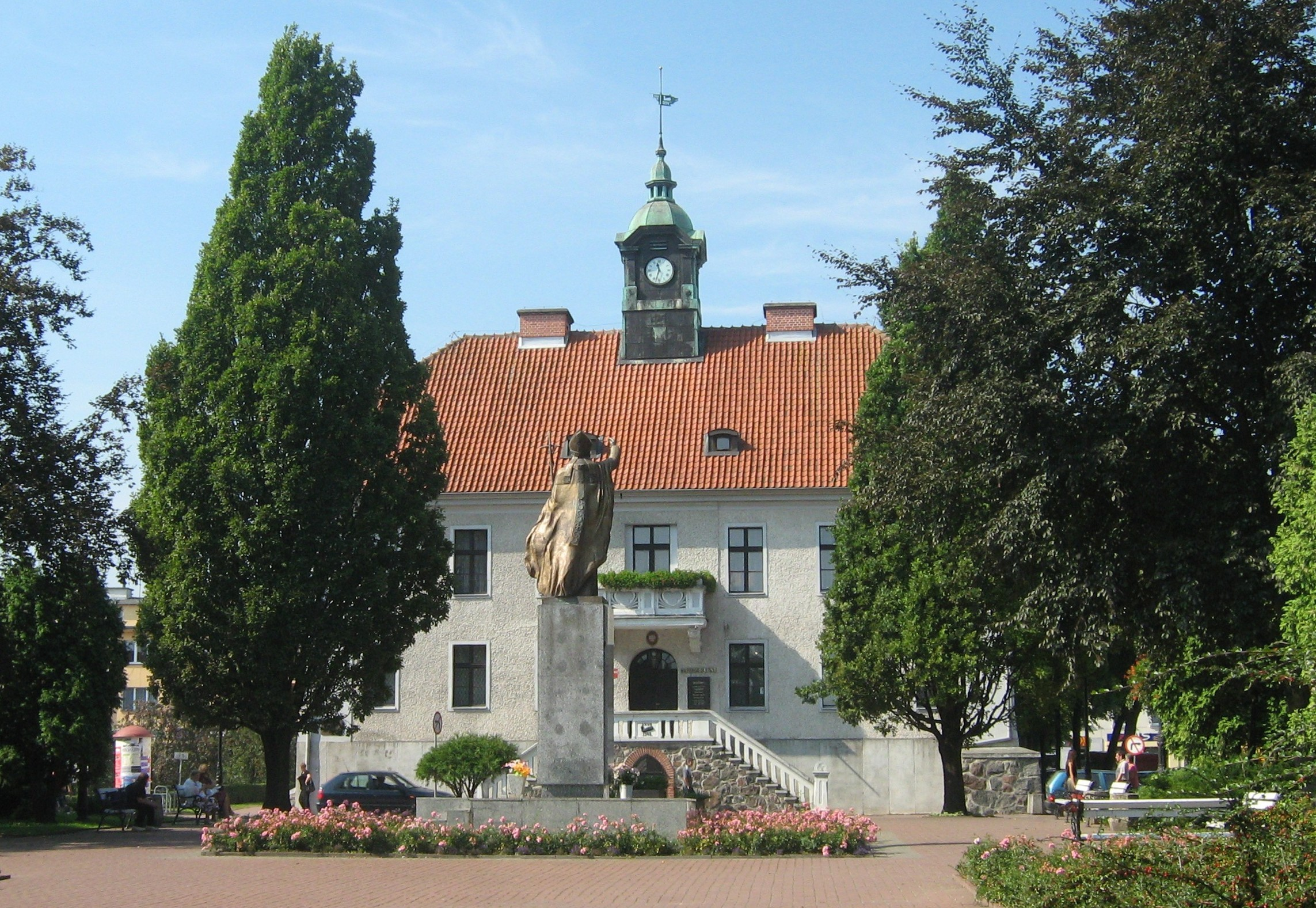

姆龍戈沃（波蘭語：Mrągowo，發音：[mrɔŋˈɡɔvɔ]，發音：[ˈzɛnsbʊʁk] ⓘ，森斯堡）是波蘭瓦爾米亞-馬祖里省的城鎮，位於該國東北部，距離省會奧爾什丁約60公里，始建於1348年，面積14.8平方公里，最高點海拔高度200米，2006年人口21,772。

## 外部連結
- Official website
- Mrągowo at e-Masuren.com （德文）
- See pictures from the Antonio Mucherino's web site（页面存档备份，存于）

53°52′N 21°18′E / 53.867°N 21.300°E